# Xã Springettsbury, Quận York, Pennsylvania
Xã Springettsbury (tiếng Anh: Springettsbury Township) là một xã thuộc quận York, tiểu bang Pennsylvania, Hoa Kỳ. Năm 2010, dân số của xã này là 26.668 người.